# Qarah Qowyūn
Qarah Qowyūn (persiska: قَرَه قُويون, قره قویون) är en ort i Iran.   Den ligger i provinsen Västazarbaijan, i den nordvästra delen av landet, 700 km nordväst om huvudstaden Teheran. Qarah Qowyūn ligger 793 meter över havet och antalet invånare är 319.
Terrängen runt Qarah Qowyūn är platt åt sydost, men åt nordväst är den kuperad. Runt Qarah Qowyūn är det ganska tätbefolkat, med 90 invånare per kvadratkilometer. Närmaste större samhälle är Bahlūl Kandī, 18,0 km söder om Qarah Qowyūn. Trakten runt Qarah Qowyūn består till största delen av jordbruksmark.